# Бадалов Шакір
Шакір Бадалов (16 липня 1902, кишлак Папан (або Наукат), тепер Киргизстан — 1986, кишлак Ардай Ходжаабадського району Андижанської області, тепер Узбекистан) — радянський узбецький діяч, голова Ходжаабадського райвиконкому Андижанської області. Депутат Верховної Ради СРСР 1—2-го скликань.

## Життєпис
Народився в бідній родині. З дитячих років працював пастухом. До 1926 року наймитував. З 1928 року брав участь у боротьбі із басмачами, був командиром загону.
У 1930 році — активний учасник колективізації сільського господарства, один із засновників та голова колгоспу «Більшовик» села Манак Ходжаабадського району Узбецької РСР. Член ВКП(б).
З 1937 року — голова виконавчого комітету Ходжаабадської районної ради депутатів трудящих Андижанської області. Був учасником гідробудівництва на Фархадській ГЕС.
Потім — голова ряду колгоспів Узбецької РСР; персональний пенсіонер.
Помер влітку 1986 року в кишлаку Ардай Ходжаабадського району Андижанської області.

## Нагороди
- орден Леніна
- орден Вітчизняної війни ІІ ст.
- орден Трудового Червоного Прапора
- орден Червоної Зірки (1947)
- медалі